# Landhuis van Petrarca

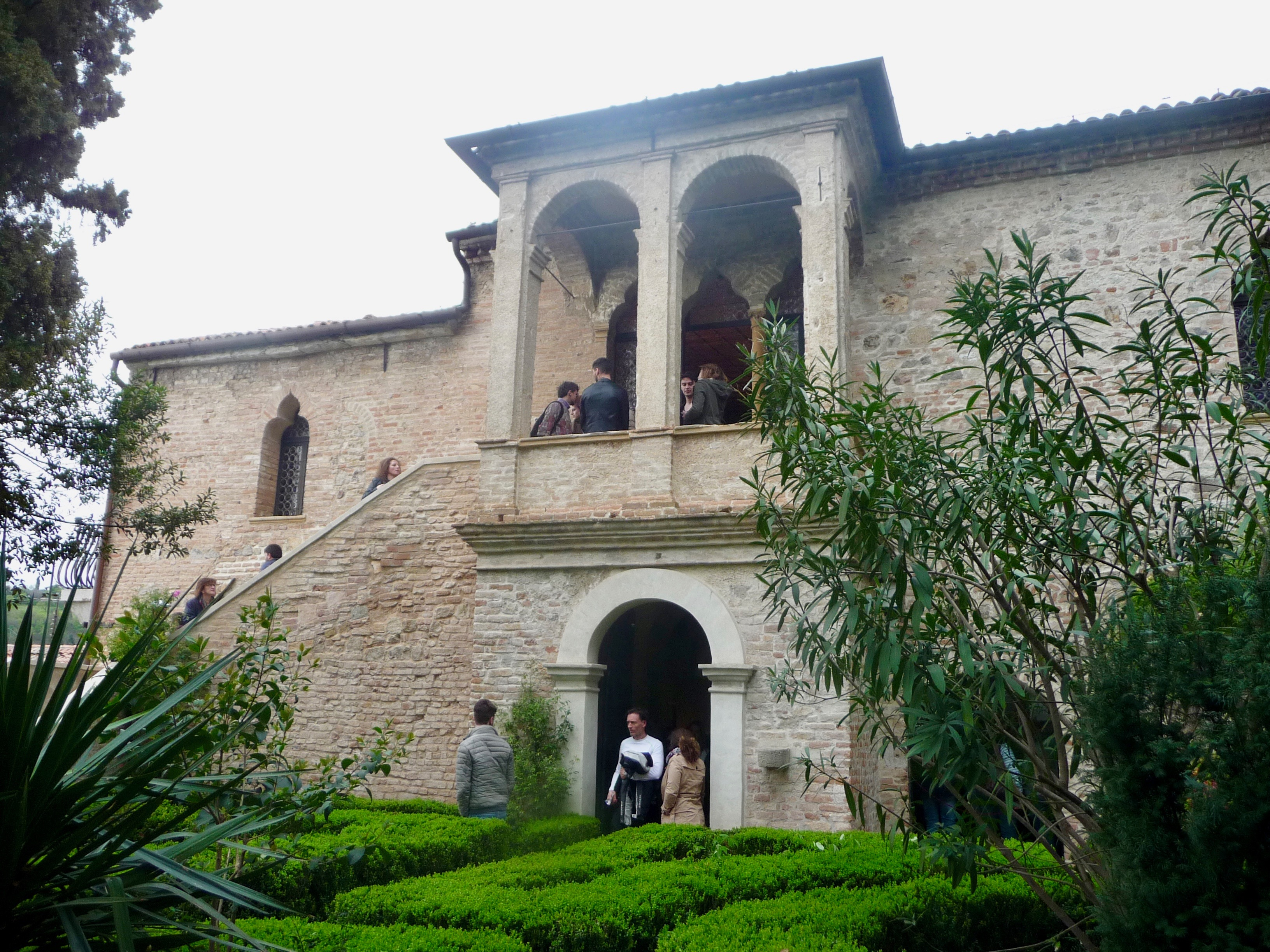
Landhuis van Petrarca in Arquà Petrarca, Italië

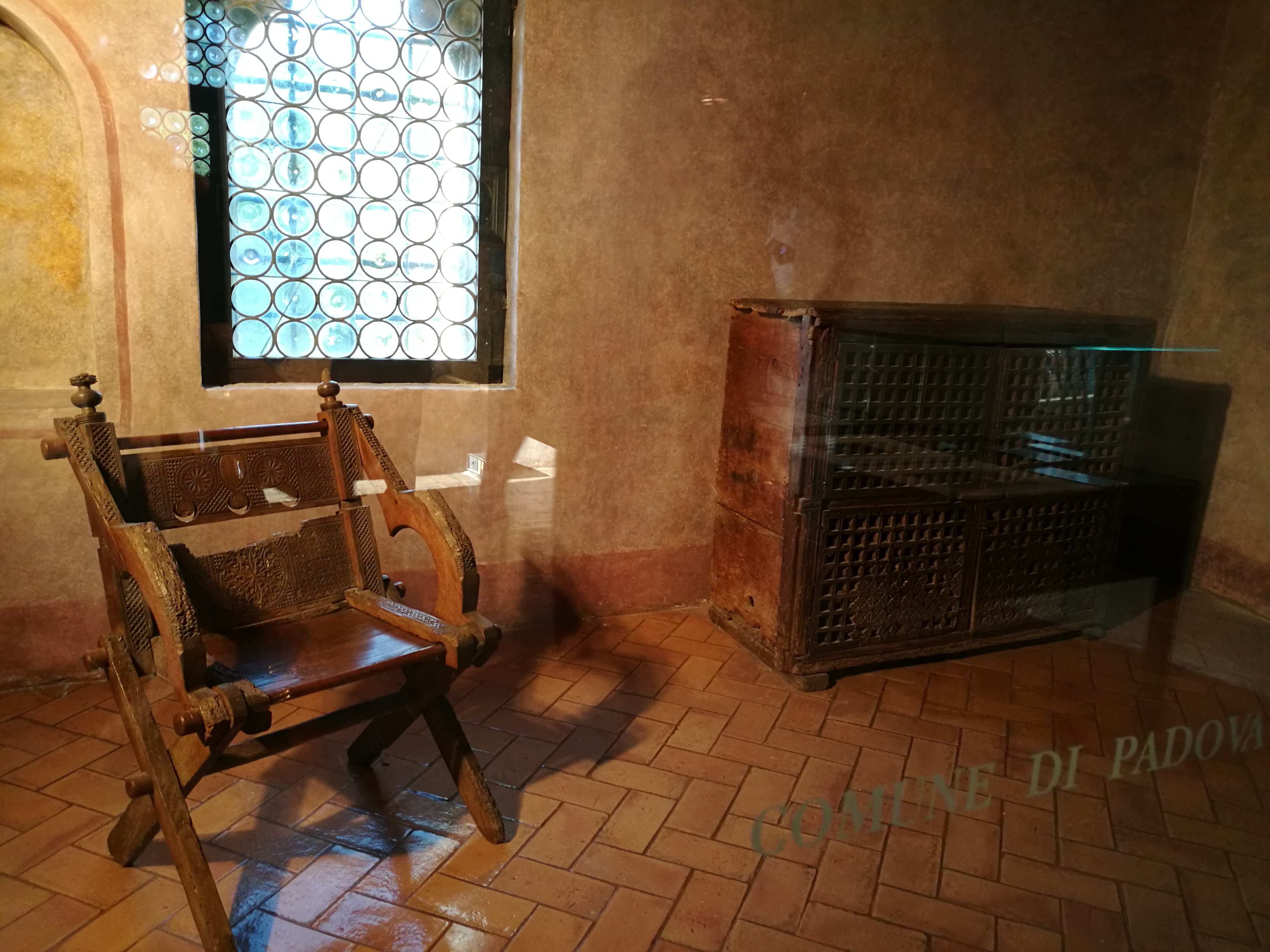
Binnenzicht

Het Landhuis van Petrarca staat in Arquà Petrarca, een gemeente in de Noord-Italiaanse regio Veneto. De 14e-eeuwse dichter Petrarca woonde en werkte er in de jaren 1370-1374. Het waren de laatste jaren van zijn leven. 
De oorsprong van het huis gaat terug tot de 13e eeuw. Het is sinds 1923 een museum ingericht met persoonlijke spullen en meubilair van Petrarca.

## Historiek

### Petrarca
Het Huis Carrara deed vele inspanningen om Petrarca aan te trekken aan hun hof; zij waren destijds de heersers over de stadstaat Padua. Door toedoen van zijn vriend Francesco I van Carrara, heer van Padua, mocht Petrarca aanvankelijk verblijven in het centrum van Padua. Het Kanunnikenhuis stond tot zijn beschikking, aangezien Petrarca aangesteld was als kanunnik van het kapittel van de kathedraal. Door zijn zwakke gezondheid vroeg Petrarca echter aan Francesco I een rustiger woonomgeving (1368). Dit kreeg hij in het dorp Arquà in de Euganische Heuvels buiten de stad; de streek is bekend om zijn thermische baden. De naam van de gemeente werd in de 19e eeuw aangevuld met de naam van de befaamde dichter; tot dan was de naam Arquà. Francesco I liet het landhuis in Arquà inrichten naar de smaak van Petrarca. Zo wenste deze meer vensters in zijn studeerkamer. De bibliotheek werd van het kanunnikenhuis getransporteerd naar Arquà. In 1370 trok Petrarca in in het landhuis. Het huis telt twee verdiepingen. Zijn familie verbleef in de linkervleugel en het huispersoneel in de rechtervleugel waar de ingangsdeur was.
Uit deze periode is bekend dat hij Triumphus Famae en Triumphus Eternitatis schreef. Hij herwerkte de Canzionere en de Fragmenta en corrigeerde de tekst van Triumphus Cupidinis. Tevens schreef hij een brief aan Francesco I over hoe de stadstaat te besturen. 
Petrarca stierf in zijn huis in de nacht van 18 op 19 juli 1374. Hij werd begraven in de kerk van Arquà. Zijn schoonzoon Francescuolo da Brossano liet nadien een praalgraf in het dorpscentrum optrekken, in eenzelfde stijl als het graf van Antenor in het centrum van Padua.

### Na Petrarca
Het huis kwam in de 16e eeuw in handen van Pietro Paolo Valdezocco. Valdezocco was een edelman uit Padua. Hij liet het huis uitbouwen met een externe trap en een loggia in renaissancestijl. Binnen liet hij fresco’s aanbrengen met thema’s rond Petrarca en zijn werken.
In 1875 schonk kardinaal Pietro Silvestri, de laatste privéeigenaar, het landhuis aan de gemeente Arquà Petrarca. Hij bepaalde dat het huis niet meer bewoond mocht worden maar een museum moest worden. In de jaren 1919-1923 liet de gemeente het huis herinrichten tot een museum. 